# Christina Santiago

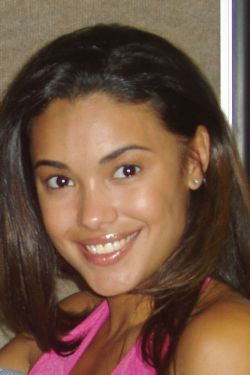
Christina Santiago

Christina L. Santiago (* 15. Oktober 1981 in Chicago, Illinois) ist ein US-amerikanisches Model und Schauspielerin puerto-ricanischer Abstammung. Sie wurde zum Playboy-Playmate im Monat August 2002 und später zum Playmate des Jahres gewählt.

## Karriere
2004 spielte Santiago die Rolle der Margarita Rodriguez im Drama A Tale of Two Sisters.

## Filmografie
- 2004: A Tale of Two Sisters (Kurzfilm)